# Noah Beery Jr.
Noah Lindsey Beery (Nova York, 10 de agosto de 1913 - Tehachapi, 1 de novembro de 1994), conhecido profissionalmente como Noah Beery Jr. ou apenas Noah Beery, foi um ator americano especializado em papéis de personagem calorosos e amigáveis semelhantes a muitos retratados por seu tio vencedor do Oscar, Wallace Beery. Ao contrário de seu tio mais famoso, no entanto, Beery Jr. raramente deixava de desempenhar papéis coadjuvantes. Ele era mais conhecido por interpretar o pai do personagem de James Garner, Joseph "Rocky" Rockford, na série de televisão da NBC The Rockford Files (1974-1980). Seu pai, Noah Nicholas Beery (conhecido profissionalmente como Noah Beery ou Noah Beery Sr.), teve uma longa carreira no cinema como ator coadjuvante.

## Vida e carreira

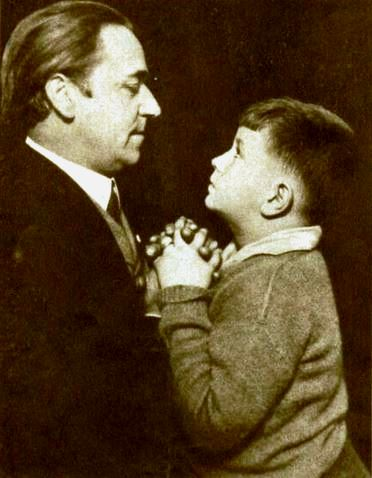
Noah Beery Jr. com seu pai Noah Beery em 1922

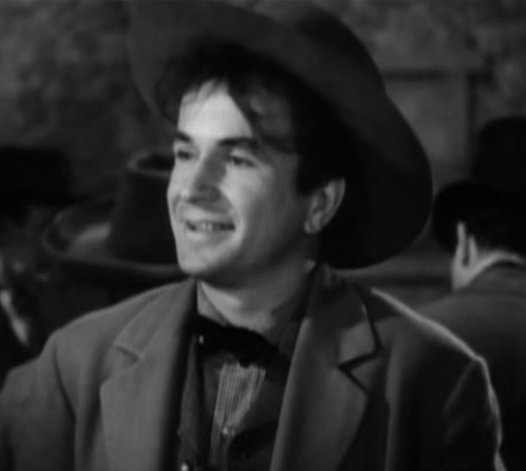
Noah Beery Jr. em 1940

Beery nasceu na cidade de Nova York, onde seu pai trabalhava como ator de teatro. Ele recebeu seu apelido de "Pidge" pela irmã de George M. Cohan, Josie.
A família mudou-se para a Califórnia em 1915, quando seu pai começou a atuar no cinema. Depois de frequentar a escola em Los Angeles, eles se mudaram para um rancho em San Fernando Valley, um estilo de vida que ele manteria pelo resto da vida.  
Aos sete anos, apareceu com o pai em A Marca do Zorro e como seu pai, que imediatamente começou a se autodenominar como "Noah Beery Sr.", tornou-se um respeitado ator de personagem. Seu tio paterno, o ator vencedor do Oscar Wallace Beery, tornou-se o ator mais bem pago do mundo em 1932. Embora nem Beery Jr. nem seu pai jamais tenham chegado a esse nível, ambos tiveram uma longa e memorável carreira de ator. Os três Beerys atuantes se pareciam fisicamente, mas Noah Beery Jr. não tinha a voz poderosa que seu pai e tio possuíam, o que é irônico, já que os dois Beerys mais velhos fizeram carreiras importantes no cinema mudo.
Beery apareceu em dezenas de filmes, incluindo um grande papel inicial como parceiro de ação de John Wayne em The Trail Beyond (1934; Wayne tinha 27 anos e Beery tinha 21), Only Angels Have Wings (1939) com Cary Grant, 20 Mule Team (1940) com seu tio Wallace Beery e Red River (1948), novamente com John Wayne e também Montgomery Clift.
Os primeiros trabalhos de Beery na televisão incluíram uma passagem semanal como Joey, o Palhaço, em Circus Boy, com Micky Dolenz, em meados dos anos 1950. Em 1960, Beery substituiu Burt Reynolds como o ajudante co-estrelado por Riverboat, uma série de faroeste da NBC estrelada por Darren McGavin.
Ele apareceu uma vez na série de antologia religiosa Crossroads e na sitcom da ABC de Walter Brennan, The Real McCoys. Ele estrelou três vezes a longa série de faroeste da NBC, The Virginian, na década de 1960, e duas vezes durante a mesma era em Wagon Train. Em 1965, ele fez duas aparições como convidado em Perry Mason (o assassino Tony Claus em "O Caso do Veneno Dourado" e o réu Lucas Tolliver em "O Caso do Lua-de-Mel Apressada").
Beery interpretou o personagem auxiliar recorrente vestido com pele de gamo "Buffalo Baker" na série de televisão de 17 episódios de 1967, Hondo, estrelada por Ralph Taeger, um papel interpretado por Ward Bond no filme 3D original de John Wayne. Em 1970, Beery apareceu como Will Baxter no faroeste de TV The Virginian. Mas Beery continua mais conhecido por seu papel como Joseph "Rocky" Rockford, o pai de Jim Rockford, o personagem de James Garner em The Rockford Files (1974–1980).

## Vida pessoal
A primeira esposa de Beery Jr. até 1966 foi Maxine Jones, filha única do astro ocidental Buck Jones . Sua segunda esposa, de 1968 até sua morte, foi Lisa Thorman. Ele tinha duas filhas, Muffett e Melissa; um filho, o ator Bucklind Beery; e três enteados, Page, Sean e Lorena Slattery.
Em 8 de fevereiro de 1960, ele recebeu uma estrela localizada na 7047 Hollywood Blvd. na Calçada da Fama de Hollywood por suas contribuições para a indústria da televisão.
Beery morreu em 1 de novembro de 1994 em Tehachapi, Califórnia, de trombose cerebral, aos 81 anos. Ele foi enterrado no Forest Lawn Memorial Park .

## Televisão
- Circus Boy (TV series) - series - Joey (1956–1957)
- Rawhide - Incident of the Chubasco - Arkansas (1959)
- The Real McCoys - episode - The Investors - Claude McCoy (1961)
- Wagon Train - episode - The Jonas Murdock Story - Jonas Murdock (1960)
- Wagon Train - episode—Path of the Serpent - Ruddy Blaine (1961)
- Wanted: Dead or Alive - episode - El Gato - El Gato  (1961)
- Wanted: Dead or Alive - episode - Barney's Bounty - Barney Durant (1961)
- Gunsmoke (11th season)
- Route 66 - episode - 1800 Days to Justice - Emlyn Job (1962)
- Wagon Train - episode - The Kate Crawley Story - Stump Beasley  (1964)
- Bonanza - episode - Lotherio Larkin - Lotherio Larkin (1965)
- Perry Mason - episode - The Case of the Hasty Honeymooner -Lucas Tolliver (1965)
- Lassie - episode - Danger Mountain (Season 13) as Carl Bryan (1966)
- Laredo - episode - A Taste of Money - Ezekiel Fry (1966)
- Combat! - episode - A Little Jazz - Hank (1967)
- Hondo - 17 episodes -Buffalo Baker (1967)
- Bonanza - episode - The Crime of Johnny Mule - Johnny Mule (1968)
- Alias Smith and Jones - episode - Something to Get Hung About - Sheriff (1971)
- Police Story - episode - The Big Walk - Hecker (1973)[8]
- The Six Million Dollar Man - episode - Run, Steve, Run - Tom Molson (1974)
- The Waltons - episode - The Heritage - Charlie Harmon (1974)
- The Rockford Files - 121 episodes - Joseph "Rocky" Rockford (1974–1980)[8]
- The Six Million Dollar Man - episode - The Bionic Badge - Officer Banner (1976)
- Ellery Queen - episode - The Adventure of the Sinister Scenario - Lionel Briggs (1976)
- Greatest Heroes of the Bible - episode - The Story of Esther - Mordechai (1979)
- Eight Is Enough - episode - Marriage and other flights of fancy (1979)
- The Love Boat - episode - Celebration; Captain Papa; Honeymoon Pressure (1980)
- Vega$ - episode - Sourdough Suite - Josiah Sparks (1981)
- Magnum, P.I. - episode - All Roads Lead to Floyd - Floyd Lewellen (1981)
- Fantasy Island - High Off the Hog/Reprisal - Otis T. Boggs (1981)
- Beyond Witch Mountain (with Eddie Albert) - Uncle Ben (1982)
- The Yellow Rose - 22 episodes - Luther Dillard (1983–1984)
- Murder, She Wrote - episode - Funeral at Fifty-Mile - Doc Wallace (1985)
- Trapper John, M.D. - episode - Buckaroo Bob Rides Again - Buckaroo Bob Morgan (1985)
- The Love Boat - episode - Hello, Emily/The Tour Guide/The Winning Number - Daryl Wilcox (1986) (final appearance)